# Berhet
Berhet é uma comuna francesa na região administrativa da Bretanha, no departamento Côtes-d'Armor. Estende-se por uma área de 3,23 km². Em 2010 a comuna tinha 271 habitantes (densidade: 83,9 hab./km²).